# Agostino Borromeo
Agostino Giorgio Borromeo (Vimercate, 24 de janeiro de 1944 – Roma, 4 de fevereiro de 2024) foi um historiador italiano.

## Vida
O conde don Agostino Borromeo veio da aristocrática família da Casa Borromeo. Ele foi um dos cinco filhos do casamento de Conte Giovanni Ludovico Borromeo d Adda, dei marchesi di Pandino, dei conti di Arona (1911-2002) e Egidia dei Conti Cigala Fulgosi (1911-1990). Em 1988 casou-se com Beatriz Gonzalez de la Bastida Vargas em Mejorada del Campo, uma cidade perto de Madrid; a família tem três filhos.
Seu nome completo é "Conte Don Agostino Giorgio, Conte di Arona, Signore di Laveno, Camairago e Guardasone, Consignore della Pieve di Seveso, Signore di Omegna, Vegezzo, Vergante, Agrate e Palestro, Signore di Angera e Cannobio e Patrizio Milanese".
Agostino Borromeo estudou ciência política na Universidade La Sapienza Roma, também completou uma licenciatura em música em piano, órgão e composição de órgão. Ele foi Professor de História Moderna e Contemporânea da Igreja e outras denominações cristãs e Professor de História da Igreja na Universidade de La Sapienza e teve uma cátedra permanente na LUMSA para História do Cristianismo e Igrejas.
Borromeo publicou mais de 180 escritos em seu foco de ensino e pesquisa sobre a história religiosa do sul da Europa, bem como em musicologia e crítica musical. Foi membro de numerosas instituições científicas e culturais, Presidente do Instituto Italiano de Estudos Ibéricos (desde 1991), Presidente do "Circolo di Roma" (desde 1993), sociedade católica internacional fundada em 1949 e desde 2006 Presidente do "Associazione Don Giuseppe De Luca ', um instituto de pesquisa no campo da história religiosa.
Agostino Borromeo foi membro da Ordem Equestre do Santo Sepulcro de Jerusalém desde 1985 e Cavaleiro da Grande Cruz, mais tarde Cavaleiro do Colar da Pontifícia Ordem de Cavalaria. Foi membro do Grande Magistério em Roma de 1995 a 2002 e Chanceler da Pontifícia Ordem de Cavalaria de 2002 a 2004. Em 2009 Agostino Borromeo foi nomeado Governador Geral da Ordem do Santo Sepulcro de Jerusalém pelo Cardeal John Patrick Foley, sucedendo a Pier Luigi Parola. Em 29 de junho de 2017, ele entregou seu escritório a Leonardo Visconti di Modrone. Em 27 de julho de 2017 ele foi nomeado pelo Cardeal Grão-Mestre Edwin Frederick O'Brien para suceder Giuseppe Dalla Torre del Tempio di Sanguinetto como tenente-general.

## Morte
Borromeo morreu em 4 de fevereiro de 2024. Seu funeral foi presidido pelo Grão-Mestre da Ordem do Santo Sepulcro, Cardeal Fernando Filoni, e concelebrado pelo Cardeal Edwin Frederick O'Brien em Santi XII Apostoli, Roma, em 6 de fevereiro de 2024. Também presentes estavam Fra John Timothy Dunlap, Príncipe e Grão-Mestre da Soberana Ordem Militar de Malta, e Leonardo Visconti di Modrone, Governador-Geral do Santo Sepulcro.

## Publicações selecionadas
- La congregazione cardinalizia dell'Inquisizione (16.-18. secolo) / Agostino Borromeo in L'inquisizione: atti del simposio internazionale : Città del Vaticano, 29-31 de outubro de 1998 / editado por Agostino Borromeo, p. 323-344
- Ignacio de Loyola y su obra a la luz de las más recientes tendencias historiográficas / Agostino Borromeo in Ignacio de Loyola en la gran crisis del siglo 16.: congreso internacional de historia, Madrid, 19-21 de novembro de 1991 / Quntin Aldea ed, p. 321-334 | Congresso Internacional de História <1991; Madrid>
- Contributo allo studio dell'Inquisizione e dei suoi rapporti con il potere episcopale nell'Italia spagnola del Cinquecento / Agostino Borromeo in Annuario dell'Istituto storico italiano per l'età moderna e contemporanea, n. 29-30, (1977-1978)
- Tridentine discipline: the church of Rome between catholic reform and counter-reformation / Agostino Borromeo in Die danische reformation. P. 242-263
- Le controversie giurisdizionali tra potere laico e potere ecclesiastico nella Milano spagnola sul finire del Cinquecento / Agostino Borromeo in Atti dell'Accademia di San Carlo, Inaugurazione del 4. anno accademico, Milão 7 nov. 1981. P. 43-89
- Il cardinale Cesare Baronio e la corona spagnola / Agostino Borromeo in Baronio storico e la Controriforma. P. 58-166
- A proposito del Directorium inquisitorum di Nicolas Eymerich e delle sue edizioni cinquecentesche / Agostino Borromeo in Critica storica, a. 20., n. 4.. P. 500-547
- Gaspare Visconti, arcivescovo di Milano, e la curia romana (1584-1595) / Agostino Borromeo in Studia Borromaica, 1 (1987). P. 9-44
- Istruzioni generali e corrispondenza ordinaria dei nunzi: obiettivi prioritari e risultati concreti della politica spagnola di Clemente VIII. / Agostino Borromeo in Das Papsttum die Chistenheit und die Staaten europas / von Stefano Andreatta.. [et al.]; hrsg. von Georg Lutz. P. 120-233
- El pontificado de Alejandro VI.: corrientes historiograficas recientes / Agostino Borromeo in El tratado de Tordesillas y su epoca; Congresso internacional de historia. P.113-1151
- La figura e l'opera dell'arcivescovo di Braga Bartolomeu dos Martires nell'Italia postridentina / Agostino Borromeo. Fatima: Movimento Bartolomeano, 1994
- Storia religiosa della Spagna / a cura di Agostino Borromeo. Milão: Centro ambrosiano, 1998
- La Valtellina, crocevia dell'Europa: politica e religione nell'età della Guerra dei Trent'anni / editado por Agostino Borromeo; textos de Quintín Aldea ... [et al.]. Milão: G. Mondadori; Sondrio: Fondazione credito Valtellinese, [1998]
- L'inquisizione: atti del simposio internazionale: Città del Vaticano, 29-31 ottobre 1998 / editado por Agostino Borromeo. Cidade do Vaticano : Biblioteca Apostólica do Vaticano, 2003